# Morti nel 1972/Agosto
| Questa pagina contiene informazioni ricavate automaticamente dalle voci biografiche con l'ausilio del template Bio e di un bot. L'aggiornamento è periodico e automatico e ricostruisce completamente la pagina. Se manca una persona in questa lista, sei pregato di non aggiungerla, ma accertati piuttosto che la sua voce biografica contenga il template Bio e che i dati anagrafici siano correttamente compilati. Se il template Bio manca, inseriscilo tu stesso o, in alternativa, metti l'avviso {{tmp\|Bio}} che ne segnala la mancanza. Se i dati riportati sono sbagliati, correggi direttamente la voce biografica; le modifiche saranno visibili in questa lista entro pochi giorni. Per chiarimenti vedi il progetto biografie. La lista contiene solo le 85 persone che sono citate nell'enciclopedia e per le quali è stato implementato correttamente il template Bio. Pagina aggiornata al 3 mar 2024. |

- 1º agosto - Pietro Ghersi, pilota automobilistico e pilota motociclistico italiano (n. 1899)
- 1º agosto - Emilio Giaccone, educatore italiano (n. 1902)
- 1º agosto - Josef Hagler, calciatore austriaco (n. 1893)
- 1º agosto - Erwin Madelung, fisico e cristallografo tedesco (n. 1881)
- 2 agosto - Vadim Borisovskij, violista sovietico (n. 1900)
- 2 agosto - Rudolph Ganz, compositore, pianista e direttore d'orchestra svizzero (n. 1877)
- 4 agosto - Ján Jamnický, attore, regista teatrale e sceneggiatore slovacco (n. 1908)
- 4 agosto - Norah Lange, scrittrice e poetessa argentina (n. 1905)
- 4 agosto - Tor Norberg, ginnasta svedese (n. 1880)
- 5 agosto - Walter How, marinaio e esploratore britannico (n. 1885)
- 5 agosto - Fred LaCour, cestista statunitense (n. 1938)
- 5 agosto - Mezz Mezzrow, clarinettista, sassofonista e direttore d'orchestra statunitense (n. 1899)
- 6 agosto - Donald MacDonald, attore e regista statunitense (n. 1886)
- 7 agosto - Artie Bell, pilota motociclistico britannico (n. 1914)
- 7 agosto - Joi Lansing, attrice statunitense (n. 1929)
- 7 agosto - Aspasia Manos, principessa greca (n. 1896)
- 7 agosto - Tom Neal, attore statunitense (n. 1914)
- 7 agosto - Aldo Vitali, enigmista italiano (n. 1890)
- 8 agosto - Andrea Feldman, attrice statunitense (n. 1948)
- 8 agosto - Eddie Machen, pugile statunitense (n. 1932)
- 9 agosto - Gaby André, attrice francese (n. 1920)
- 9 agosto - Hector Martin, ciclista su strada belga (n. 1898)
- 9 agosto - Antonio Renzi, economista italiano (n. 1895)
- 9 agosto - Antonino Varvaro, politico italiano (n. 1892)
- 9 agosto - Ernst von Salomon, scrittore tedesco (n. 1902)
- 10 agosto - John Torstensson, calciatore svedese (n. 1896)
- 11 agosto - Teresa Franchini, attrice italiana (n. 1877)
- 11 agosto - Józef Lange, pistard polacco (n. 1897)
- 11 agosto - Gaetano Marzotto, imprenditore e mecenate italiano (n. 1894)
- 11 agosto - Rose Schneiderman, attivista statunitense (n. 1882)
- 11 agosto - Max Theiler, medico sudafricano (n. 1899)
- 13 agosto - Carl Malmsten, designer svedese (n. 1888)
- 13 agosto - Juan Touzón, avvocato spagnolo (n. 1898)
- 14 agosto - Paolo Giobbe, cardinale e arcivescovo cattolico italiano (n. 1880)
- 14 agosto - Aleksandr Il'ič Lejpunskij, fisico e ingegnere sovietico (n. 1903)
- 14 agosto - Oscar Levant, compositore, pianista e attore statunitense (n. 1906)
- 14 agosto - Jules Romains, scrittore francese (n. 1885)
- 15 agosto - Giuseppe Pipin Ferrari, pittore, scrittore e giornalista italiano (n. 1904)
- 15 agosto - Armando Fragna, musicista e compositore italiano (n. 1898)
- 15 agosto - Marian Kukiel, storico e generale polacco (n. 1885)
- 15 agosto - Gaddo Treves, psichiatra e attore italiano (n. 1916)
- 16 agosto - Pierre Brasseur, attore francese (n. 1905)
- 16 agosto - Leo Gottlieb, cestista statunitense (n. 1920)
- 16 agosto - Mohamed Oufkir, militare e politico marocchino (n. 1920)
- 16 agosto - Martim Silveira, calciatore brasiliano (n. 1911)
- 16 agosto - Vincenzo Talarico, giornalista, sceneggiatore e attore italiano (n. 1909)
- 17 agosto - Aleksandr Valentinovič Vampilov, drammaturgo sovietico (n. 1937)
- 18 agosto - Ljubov' Nikolaevna Egorova, ballerina russa (n. 1880)
- 18 agosto - Roger K. Furse, costumista e scenografo britannico (n. 1903)
- 18 agosto - Silvio Salza, ammiraglio italiano (n. 1879)
- 19 agosto - Nevile Bland, diplomatico inglese (n. 1886)
- 19 agosto - Alfonso Motolese, oculista e politico italiano (n. 1904)
- 19 agosto - James Patterson, attore statunitense (n. 1932)
- 20 agosto - Nichifor Crainic, filosofo, giornalista e politico rumeno (n. 1889)
- 20 agosto - Alfredo Notti, calciatore e allenatore di calcio italiano (n. 1908)
- 20 agosto - Harold Rainsford Stark, ammiraglio statunitense (n. 1880)
- 21 agosto - Heinz Ziegler, generale tedesco (n. 1894)
- 22 agosto - Sanzio Blasi, scultore italiano (n. 1895)
- 22 agosto - Muhamméd-Gabdulháj Kurbangalíev, insegnante, religioso e attivista russo (n. 1889)
- 22 agosto - Ángel Romano, calciatore uruguaiano (n. 1893)
- 23 agosto - Giuseppe Biondelli, diplomatico, saggista e ufficiale italiano (n. 1890)
- 23 agosto - Georg von Braun, cavaliere svedese (n. 1886)
- 23 agosto - Maiola Kalili, nuotatore statunitense (n. 1909)
- 23 agosto - Arthur Russell, siepista britannico (n. 1886)
- 24 agosto - Antonio Blasevich, calciatore e allenatore di calcio italiano (n. 1902)
- 24 agosto - Don Byas, sassofonista statunitense (n. 1912)
- 24 agosto - Francesco Coradini, musicista, musicologo e presbitero italiano (n. 1881)
- 24 agosto - Jin'ichi Kusaka, ammiraglio giapponese (n. 1888)
- 24 agosto - David Ross Lederman, regista statunitense (n. 1894)
- 24 agosto - Lucien Rebatet, scrittore e giornalista francese (n. 1903)
- 25 agosto - Magnus Konow, velista norvegese (n. 1887)
- 26 agosto - Francis Chichester, aviatore e navigatore britannico (n. 1901)
- 27 agosto - Angelo Dell'Acqua, cardinale e arcivescovo cattolico italiano (n. 1903)
- 28 agosto - William di Gloucester, principe britannico (n. 1941)
- 28 agosto - Webster Campbell, attore, regista e sceneggiatore statunitense (n. 1893)
- 28 agosto - Gustaf Grönberger, tiratore di fune svedese (n. 1882)
- 28 agosto - René Leibowitz, compositore, musicologo e direttore d'orchestra francese (n. 1913)
- 29 agosto - Lale Andersen, cantante tedesca (n. 1905)
- 29 agosto - Francesco Taormina, politico e avvocato italiano (n. 1903)
- 30 agosto - Augusto Bertazzoni, arcivescovo cattolico italiano (n. 1876)
- 30 agosto - Lucien Gamblin, calciatore e giornalista francese (n. 1890)
- 30 agosto - Clemente Morando, calciatore e allenatore di calcio italiano (n. 1899)
- 30 agosto - Willy Schwabacher, numismatico tedesco (n. 1897)
- 31 agosto - Henry Fierz, ingegnere aeronautico svizzero (n. 1897)
- 31 agosto - Domenico Forges-Davanzati, produttore cinematografico italiano (n. 1913)